# ASV Durlach 02
Maillots
Dernière mise à jour : 21 avril 2020.
L’ASV Durlach 02 est un club sportif allemand localisé à Durlach dans l’entité de Karlsruhe dans le Bade-Wurtemberg.
En plus du football, le club dispose encore de sections de gymnastique et de marche. Après la Seconde Guerre mondiale, le cercle compta des sections dans d’autres disciplines mais celles-ci devinrent, au fil du temps, des sociétés indépendantes.

## Histoire (football)

ancien logo du FC Germania Durlach

Le club fut fondé le 14 mai 1902 sous l’appellation de FC Germania Durlach.
La localité de Durlach compta d’autres clubs: FC Phönix Durlach (1906-1909), FC Frankonia Durlach (1906-1912), BC Durlach (1912), FC Viktoria Durlach (1907-1930), Arbeiter Sportverein Durlach (1921-1933), VfR Durlach (1927-1945).
Le FC Germania Durlach débuta avec des rencontres face aux autres équipes de Karlsruhe et de ses environs. Ensuite il prit part aux compétitions de la Süddeutscher Fußball-Verband (SFV). En 1908, le FC Germania Durlach fut champion de la C-Klasse en remportant le tour final devant Pirmasens, FK Viktoria Neu-Isenburg et Bamberg. Le FC Germania monta ainsi en B-Klasse.
En 1911, le club termina 2e de la B-Klasse derrière le FC Frankonia Karlsruhe. Le club lutta encore la saison suivante pour la montée en A-Klasse mais échoua de peu.
Après la Première Guerre mondiale, le FC Germania Durlach fut versé dans la Kreisliga Südwest. Le cercle se développa et créa des sections de jeunes.
Après l’arrivée au pouvoir des Nazis, en début d’année 1933, les clubs d’obédience socialiste et/ou communiste furent immédiatement dissous. Les footballeurs du Turn Verein Durlach, de l’ASV Durlach (Arbeiter Sportverein) se retrouvèrent ainsi soit au sein du rival local du VfR Durlach ou au FC Germania, parfois au SpVgg Durlach-Aue.
Le Germania évolua alors en Bezirksliga Mittelbaden puis en Bezirksliga Mittelbaden Nord. Le club lutta pour une éventuelle montée en Gauliga. Mais après le déclenchement de la Seconde Guerre mondiale, le cercle perdit de nombreux membres enrôlés dans les différents corps de troupes.

ancien logo de l’ASV Durlach

En 1945, le club fut dissous par les Alliés, comme tous les clubs et associations allemands (voir Directive no 23). Le 9 septembre 1945, des membres du FC Germania, associés avec ceux d’autres cercles locaux (VfR Durlach, Turnerschaft Durlach, TG Durlach, Schwimmverein Durlach) reconstituèrent un club qu’ils nommèrent ASV Durlach.
En février 1946, le Turnerschaft s’en alla tandis que le Tennisclub rejoignit l’ASV.
Dès la saison 1945-1946, l’ASV Durlach participa à une ligue appelée Bezirksliga Ost qu’il termina au 3e rang. Ensuite, le club remporta un tour de qualification disputé de juin à août 1946. L’ASV monta ainsi en Landesliga Nordbaden. En 1947, il termina 4e d’une série remportée par le VfB Mühlburg devant le 1. FC Pforzheim. Lors de la saison suivante, le club inaugura le "Turmbergstadion" qui est encore le sien de nos jours.
En 1949, l’ASV Durlach se classa 3e de la Landesliga Nordbaden derrière le 1. FC Pforzheim et le VfL Neckarau. La saison suivante, Neckarau gagna cette ligue et monta en Oberliga Süd. Respectivement deuxième et troisième, le 1. FC Pforzheim et l’ASV Durlach furent qualifiés pour la  2. Oberliga Süd, une ligue alors nouvellement créée au 2e rang de la hiérarchie. Le club y joua jusqu’en 1955 puis redescendit en 1. Amateurliga Nordbaden. 
En 1959, l’ASV Durlach fut relégué en 2. Amateurliga Mittelbaden. Il en remporta le Groupe 1 l’année suivante mais ne termina que 4e sur 5 du tour final pour la montée. En 1961, le club passa du statut de « candidat au titre » à celui de « menacé ». Finalement, à la suite de matchs de barrage, il descendit en A-Klasse, une ligue située au 5e niveau à cette époque.
Champion en 1962, l’ASV Durlach remonta directement. Trois ans plus tard, le club était champion et retrouva la 1. Amateurliga Nordbaden. Il en fut relégué en 1967. Deux saisons plus tard, il ne put concrétiser un nouveau titre dans sa série de 2. Amateurliga par une montée, car il finit 4e sur 5 du tour final.
En 1978, le système de ligue fut restructuré. Sous les deux ligues majeures que sont la Bundesliga et la 2. Bundesliga, furent instaurées des séries de niveau 3. L’ASV Durlach se trouvait dans une ligue prenant le nom de Landesliga, soit deux divisions en dessous de l’Oberliga Baden-Württemberg (qui elle-même devançait la Verbandsliga). Sans être relégué, le club passa donc du niveau 4 au 5.
En 1982, l’ASV Durlach descendit en Bezirksliga où il joua quatre saisons avant de remonter. En 1988, le cercle remporta sa série de Landesliga et accéda à la Verbandsliga Nordbaden. Il remporta cette ligue en 1993 et retrouva le 3e niveau de la hiérarchie: Oberliga Baden-Württemberg.
Classé 15e sur 18, le cercle assura son maintien dans une ligue qui recula au 4e rang. À cette époque, la Fédération allemande continuait de restructurer ces ligues, à la suite du retour, quatre ans plus tôt, de nombreux clubs de l’ex-RDA. 
L’ASV Durlach évolua en Oberliga Baden-Württemberg jusqu’en 1997. Le club redescendit alors en Verbandsliga Nordbaden où il joua jusqu’en 2005, année où il fut champion et put remonter en Oberliga. Hélas, le cercle ne put se maintenir et fut relégué après une saison.
En 2008, l’ASV Durlach remporta le titre de la Verbandsliga Nordbaden et put ainsi remonter en Oberliga Bade-Württemberg qui devenait une ligue de niveau 5 puisque la 3. Liga était créée au même moment 
En 2010-2011, la ASV Durlach 02 évolue en Oberliga Bade-Württemberg, soit au 5e niveau de la hiérarchie de la DFB.